# Cutes diskografi
Dette er diskografien for °C-ute.

## Studiealbum
| Nummer | Titel                                                                                                 | Udgivelsesdato    | Hitliste placering         |
| Nummer | Titel                                                                                                 | Udgivelsesdato    | Oricon Weekly Albums Chart |
| ------ | --- | ----------------- | -------------------------- |
| 1      | Cutie Queen VOL. 1 (キューティークイーン ＶＯＬ．１)                                                  | 25. oktober 2006  | 15                         |
| 2      | 2 mini ~Ikiru to Iu Chikara~ (②ｍｉｎｉ ～生きるという力～)                                           | 17. april 2007    | 21                         |
| 3      | 3rd ~LOVE Escalation!~ (３ｒｄ～ＬＯＶＥ エスカレーション！～)                                        | 12. marts 2008    | 10                         |
| 4      | 4 Akogare My STAR (④憧れＭｙＳＴＡＲ)                                                                 | 28. januar 2009   | 13                         |
| –      | °C-ute Nan Desu! Zen Single Atsumechaimashita! 1 (℃－ｕｔｅなんです！全シングル集めちゃいましたっ！①) | 18. november 2009 | 17                         |
| 5      | Shocking 5 (ショッキング５)                                                                           | 24. februar 2010  | 25                         |
| 6      | Chō WONDERFUL! 6 (超WONDERFUL!6)                                                                      | 6. april 2011     | 20                         |
| 7      | Dai Nana Shō "Utsukushikutte Gomen ne" (第七章「美しくってごめんね」)                                 | 8. februai 2012   | 15                         |
| –      | 2 Cute Shinseinaru Best Album (②℃-ute神聖なるベストアルバム)                                          | 21.november 2012  |                            |

## Singler
| Nummer | Titel                                                                           | Udgivelsesdato     | Hitliste placering          |
| Nummer | Titel                                                                           | Udgivelsesdato     | Oricon Weekly Singles Chart |
| ------ | ------------------------------------------------------------------------------- | ------------------ | --------------------------- |
| 1      | "Massara Blue Jeans" (まっさらブルージーンズ)                                   | 6. maj 2006        | -                           |
| 2      | "Soku Dakishimete" (即 抱きしめて)                                              | 3. juni 2006       | -                           |
| 3      | "Ōkina Ai de Motenashite" (大きな愛でもてなして)                                | 9. juli 2006       | -                           |
| 4      | "Wakkyanai (Z)" (わっきゃない（Ｚ）)                                            | 29. juli 2006      | -                           |
| 1      | "Sakura Chirari" (桜チラリ)                                                     | 21. februar 2007   | 5                           |
| 2      | "Meguru Koi no Kisetsu" (めぐる恋の季節)                                        | 11. juli 2007      | 5                           |
| 3      | "Tokaikko Junjō" (都会っ子 純情)                                                | 17. oktober 2007   | 3                           |
| 4      | "LALALA Shiawase no Uta" (ＬＡＬＡＬＡ 幸せの歌)                                | 27. februar 2008   | 6                           |
| –      | "Koero! Rakuten Eagles" (越えろ!楽天イーグルス)                                 | 20. marts 2008     | -                           |
| 5      | "Namida no Iro" (涙の色)                                                        | 23. april 2008     | 4                           |
| 6      | "Edo no Temari Uta II" (江戸の手毬唄Ⅱ)                                          | 30. juli 2008      | 5                           |
| 7      | "FOREVER LOVE" (ＦＯＲＥＶＥＲ ＬＯＶＥ)                                        | 26. november 2008  | 5                           |
| 8      | "Bye Bye Bye!" (Ｂｙｅ Ｂｙｅ Ｂｙｅ！)                                         | 15. april 2009     | 4                           |
| 9      | "Shochū Omimai Mōshiagemasu" (暑中お見舞い申し上げます)                         | 1. juli 2009       | 5                           |
| 10     | "EVERYDAY Zekkōchō!!" (ＥＶＥＲＹＤＡＹ絶好調！！)                              | 16. september 2009 | 2                           |
| 11     | "SHOCK!" (ＳＨＯＣＫ！)                                                         | 6. januar 2010     | 5                           |
| 12     | "Campus Life ~Umarete Kite Yokatta~" (キャンパスライフ～生まれて来てよかった～) | 28. april 2010     | 5                           |
| 13     | "Dance de Bakōn!" (Ｄａｎｃｅでバコーン！)                                      | 25. september 2010 | 8                           |
| –      | "Akuma de Cute na Seishun Graffiti" (アクマでキュートな青春グラフィティ)        | 13. oktober 2010   | -                           |
| 14     | "Aitai Lonely Christmas" (会いたいロンリークリスマス)                           | 1. december 2010   | 6                           |
| 15     | "Kiss me Aishiteru" (Kiss me 愛してる)                                          | 23. februar 2011   | 4                           |
| 16     | "Momoiro Sparkling" (桃色スパークリング)                                        | 5. maj 2011        | 6                           |
| 17     | "Sekaiichi Happy na Onna no Ko" (世界一ＨＡＰＰＹな女の子)                      | 7. september 2011  | 6                           |
| 18     | "Kimi wa Jitensha Watashi wa Densha de Kitaku" (君は自転車 私は電車で帰宅)      | 18. april 2012     | 3                           |
| 19     | "Aitai Aitai Aitai na" (会いたい 会いたい 会いたいな)                           | 5. september 2012  | 4                           |
| 20     | "Kono machi" (この街)                                                           | 6. februar 2013    | 4                           |
| 21     | "Crazy kanzen na otona" (Crazy 完全な大人)                                      | 3. april 2013      | 3                           |

## Fodnoter
1. ↑  "Kyūto no arubamu uriage rankingu" (japansk). Oricon Inc. Hentet 2011-07-18.
2. ↑  "Kyūto no shinguru uriage rankingu" (japansk). Oricon Inc. Hentet 2011-07-18.